# Насс (река)

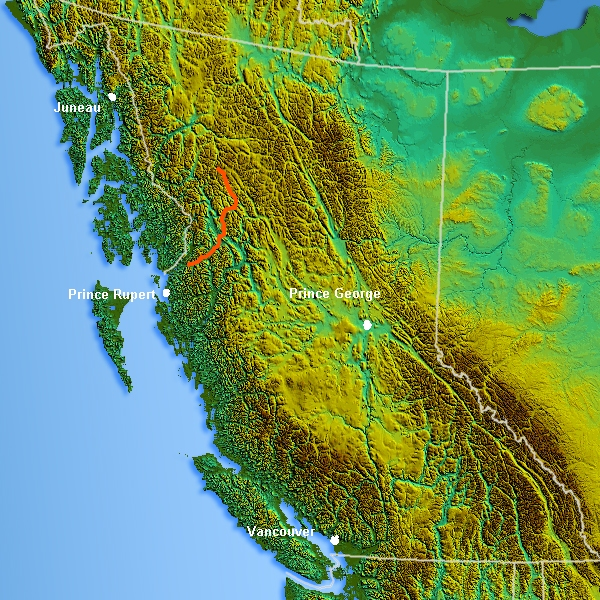

Насс (англ. Nass River) — река в провинции Британская Колумбия (Канада).

## География
Длина реки Насс составляет 280 км, а площадь бассейна равна 21 100 км². Берёт начало на склонах Берегового хребта на севере Британской Колумбии, течёт в общем направлении на юго-запад, впадает в залив Портланд к северо-востоку от города Принс-Руперт. Залив Портланд соединяется с Тихим океаном через пролив Диксон-Энтранс.
Название реки происходит от тлингитского слова, обозначающего «продуктовый склад», что подразумевает высокую биологическую производительность реки. Река является одной из «лососевых» рек. Ловится несколько разновидностей форели, включая радужную форель.
Река считается одной из лучших рек Британской Колумбии для рифтинга с препятствиями третьей и четвёртой категории сложности, входит в двадцатку лучших для сплава рек в мире.